# Уоллхед, Джим
Джим Уоллхед (англ. Jim Wallhead, 14 марта 1984) — британский профессиональный спортсмен, выступающий в боевых единоборствах, по Дзюдо и смешанным единоборствам (MMA).

## Спортивная карьера
Выступает в полусредней весовой категории. Вес — 77.11 кг, рост — 177.8 см. Команда — Team Rough House.
8 апреля 2005 года дебютировал на профессиональном ринге в поединке с Стивом Мэтьюсом, одержал над ним победу в первом раунде, применив прием удушение сзади.
Провёл 35 боев на профессиональном ринге, 26 побед, 9 поражений.

## Личная жизнь
У Уоллхеда есть сын.
Джим Уоллхед является тренером и другом Эндрю Шима звезды кинотрилогии Это Англия, Это Англия 86 и Это Англия '88.